# صيد الخاطر (كتاب)
صيد الخاطر كتاب قال عنه مؤلفه ابن الجوزي شارحا سبب تأليفه وتنوع مواضيعه 
| ” | لما كانت الخواطر تجول في تصفح أشياء تعرض لها ثم تعرض عنها فتذهب كان من أولى الأمور حفظ ما يخطر لكيلا ينسى | “ |

لذا فالكتاب يعد من أفضل الكتب التي ألفت في بابه، وإطلالة على بغداد في أواخر العصر العباسي الذي عاينه الكاتب.

## مقتطفات من الكتاب

### لا تأخذك العزة بالإثم
وإني تدبرت أحوال أكثر العلماء والمتزهدين فرأيتهم في عقوبات لا يحسون بها ومعظمها من قبل طلبهم للرياسة.

### المحافظة على الوقت
ينبغي للإنسان أن يعرف شرف زمانه، وقدر وقته، فلا يضيع منه لحظة في غير قربة. ويقدم الأفضل فالأفضل من القول والعمل. ولتكن نيته في الخير قائمة، من غير فتور ربما لا يعجز عنه البدن من العمل.

### نقد أدعياء التصوف
واعلم وفقك الله: أنه لو رفض الأسباب شخص يدعي التزهد. وقال: لا آكل ولا أشرب، ولا أقوم من الشمس في الحر، ولا استدفئ من البرد، كان عاصياً بالإجماع.
وكذلك لو قال وله عائلة: لا اكتسب ورزقهم على الله، فأصابهم أذى، كان آثماً. 
كما قال عليه الصلاة والسلام: كفى بالمرء إثماً أن يضيع من يقوت.

### لكل بدعة أصل
تأملت الدخل الذي دخل في ديننا من ناحيتي العلم والعمل، فرأيته من طريقين قد تقدما هذا الدين وأنس الناس بهما.
فأما أصل الدخل في العلم والاعتقاد فمن الفلسفة. 
وهو أن خلقاً من العلماء في ديننا لم يقنعوا بما قنع به رسول الله صلى الله عليه وسلم من الانعكاف على الكتاب والسنة، فأوغلوا في النظر في مذاهب أهل الفلسفة وخاضوا في الكلام الذي حملهم على مذاهب رديئة أفسدوا بها العقائد.
وأما أصل الدخل في باب العمل فمن الرهبانية. 
فإن خلقاً من المتزهدين أخذوا عن الرهبان طريق التقشف، ولم ينظروا في سيرة نبينا صلى الله عليه وسلم وأصحابه، وسمعوا ذم الدنيا وما فهموا المقصود، فاجتمع لهم الإعراض عن علم شرعنا مع سوء الفهم للمقصود، فحدثت منهم بدع قبيحة.

### اغتنم شبابك قبل هرمك
تأملت الأرض ومن عليها بعين فكري، فرأيت خرابها أكثر من عمرانها.
ثم نظرت في المعمور منها فوجدت الكفار مستولين على أكثره، ووجدت أهل الإسلام في الأرض قليلاً بالإضافة إلى الكفار.
ثم تأملت المسلمين فرأيت المكاسب قد شغلت جمهورهم عن الرازق، وأعرضت بهم عن العلم الدال عليه. 
فالسلطان مشغول بالأمر والنهي واللذات العارضة له، ومياه أغراضه جارية لا شكر لها. 
ولا يتلقاه أحد بموعظة بل بالمدحة التي تقوي عنده هوى النفس.
وإنما ينبغي أن تقاوم الأمراض بأضدادها. 
كما قال عمر بن المهاجر: قال لي عمر بن عبد العزيز: إذا رأيتني قد حدت عن الحق فخذ بثيابي وهزني، وقل: مالك يا عمر ؟
وقال عمر بن الخطاب : رحم الله من أهدى إلينا عيوبنا
فأحوج الخلق إلى النصائح والمواعظ، السلطان.
وأما جنوده فجمهورهم في سكر الهوى، وزينة الدنيا، وقد انضاف إلى ذلك الجهل، وعدم العلم، فلا يؤلمهم ذنب، ولا ينزعجون من لبس حرير، أو شرب خمر، حتى ربما قال بعضهم: إيش يعمل الجندي، أيلبس القطن ؟ 
ثم أخذهم للأشياء من غير وجهها، فالظلم معهم كالطبع. 
وأرباب البوادي قد غمرهم الجهل، وكذلك أهل القرى. ما أكثر تقلبهم في الأنجاس وتهوينهم لأمر الصلوات، وربما صلت المرأة منهن قاعدة. 
ثم نظرت في التجار، فرأيتهم قد غلب عليهم الحرص، حتى لا يرون سوى وجوه الكسب كيف كانت، وصار الربا في معاملتهم فاشياً، فلا يبالي أحدهم من أي تحصل له الدنيا ؟ 
وهم في باب الزكاة مفرطون، ولا يستوحشون من تركها، إلا من عصم الله. 
ثم نظرت في أرباب المعاش، فوجدت الغش في معاملاتهم عاماً، والتطفيف والبخس، وهم مع هذا مغمورون بالجهل. 
ورأيت عامة من له ولد يشغله ببعض هذه الأشغال طلباً للكسب قبل أن يعرف ما يجب عليه وما يتأدب به. 
ثم نظرت في أحوال النساء، فرأيتهن قليلات الدين، عظيمات الجهل، ما عندهم من الآخرة خبر إلا من عصم الله. 
فقلت: واعجباً فمن بقي لخدمة الله عز وجل ومعرفته؟
فنظرت فإذا العلماء، والمتعلمون، والعباد، والمتزهدون. فتأملت العباد، والمتزهدين فرأيت جمهورهم يتعبد بغير علم، ويأنس إلى تعظيمه، وتقبيل يده وكثرة أتباعه، حتى إن أحدهم لو اضطر إلى أن يشتري حاجة من السوق لم يفعل لئلا ينكسر جاهه. 
ثم تترقى بهم رتبة الناموس إلى ألا يعودوا مريضاً، ولا يشهدوا جنازة، إلا أن يكون عظيم القدر عندهم. ولا يتزاورون، بل ربما ضن بعضهم على بعض بلقاء، فقد صارت النواميس كلأوثان يعبدونها ولا يعلمون. 
وفيهم من يقدم على الفتوى وهو جاهل لئلا يخل بناموس التصدر ثم يعيبون العلماء لحرصهم على الدنيا ولا يعلمون أن المذموم من الدنيا ما هم فيه، إلا تناول المباحات. 
ثم تأملت العلماء المتعلمين، فرأيت القليل من المتعلمين عليه أمارة النجابة، لأن أمارة النجابة طلب العلم للعمل به. وجمهورهم يطلب منه ما يصيره شبكة للكسب، إما ليأخذ به قضاء مكان أو ليصير به قاضي بلد، أو قدر ما يتميز به عن عن أبناء جنسه لم يكتف. 
ثم تأملت العلماء فرأيت أكثرهم يتلاعب به الهوى ويستخدمه، فهو يؤثر ما يصده العلم عنه، ويقبل على ما ينهاه، ولا يكاد يجد ذوق معاملة الله سبحانه، وإنما همته أن يحدث وحسب.

### اللذات الحسية
فليس في الدنيا أطيب عيشاً من منفرد عن العالم بالعلم، فهو أنيسه وجليسه قد قنع بما سلم به دينه من المباحات الحاصلة، لا عن تكلف ولا تضييع دين، وارتدى بالعز عن الذل للدنيا وأهلها، والتحف بالقناعة باليسير، إذ لم يقدر على الكثير، فوجدته يسلم دينه ودنياه. 
واشتغاله بالعلم يدله على الفضائل، ويفرحه في البساتين، فهو يسلم من الشيطان والسلطان والعوام بالعزلة. 
ولكن لا يصلح هذا إلا للعالم، فإنه إذا اعتزل الجاهل فاته العلم فتخبط.

## وصلات خارجية
- كتاب صيد الخاطر في مكتبة خان الوراقين نسخة محفوظة 27 أكتوبر 2014 على موقع واي باك مشين.
- كتاب صيد الخاطر في مكتبة المشكاة

## مصدر
1. ↑  صحيح الجامع برقم 4481 وحسنه